# Triphaenopsis postflava
Triphaenopsis postflava là một loài bướm đêm trong họ Noctuidae.